# Haukes
Haukes is een buurtschap in de Nederlandse gemeente Berg en Dal, gelegen in de provincie Gelderland. Het ligt tussen Kekerdom en Millingen aan de Rijn.

## Geschiedenis
Tot en met 31 december 2014 was Haukes onderdeel van de gemeente Ubbergen. Op 1 januari 2015 ging de plaats samen met de gemeente op in de gemeente Groesbeek die een jaar later van naam veranderde in Berg en Dal.
Dorpen: Beek · Berg en Dal · Breedeweg · Erlecom · Groesbeek · Heilig Landstichting · De Horst · Kekerdom · Leuth · Millingen aan de Rijn · Ooij · Persingen · Ubbergen

Buurtschappen: Bisselt (deels) · De Bruuk · Colonjes · Dennenkamp · Dekkerswald · Dukenburg · Grafwegen · Groenlanden · Haukes · Holdeurn · De Kamp · Kerstendal · Lagewald · Meerwijk · De Muchter · Nieuwerf · De Plak · De Ploeg · Stekkenberg · Thorense Molen · Tiengeboden · Valkenlaagte · Het Vilje · De Vlietberg · Wercheren · Zeeland